# Giulia Pastorella
Giulia Pastorella (Milano, 5 giugno 1986) è una politica italiana, deputata per la circoscrizione Lombardia 1 nella XIX legislatura.

## Biografia
Nata e cresciuta a Milano, si è trasferita in giovane età nel Regno Unito, dove ha conseguito una laurea in filosofia e lingue moderne all'Università di Oxford. Successivamente si è specializzata in Affari Europei con un doppio master conseguito presso la London School of Economics e Sciences Po. Nel 2016 ha conseguito un PhD in Affari Europei con una tesi di laurea sui governi tecnici sempre presso la LSE dove ha insegnato come docente a contratto per tre anni. Nello stesso anno è stata nominata da Forbes tra i trenta Under 30 più influenti in Europa nel settore Law&Policy.
Ha lavorato per quasi cinque anni come responsabile delle relazioni istituzionali di HP, prima per il Regno Unito, poi a livello europeo e infine a livello globale su aspetti legati a cybersecurity e data policy. Nel 2021 viene nominata Direttrice delle relazioni istituzionali con le istituzioni europee di Zoom.
Nel 2021 ha pubblicato con Editori Laterza Exit Only, Cosa sbaglia l'Italia sui cervelli in fuga, un saggio che affronta il tema dell'emigrazione qualificata e della fuga dei cervelli dall'Italia.

## Attività politica
Inizia la sua esperienza politica in +Europa, con cui si candida prima alle elezioni politiche del 2018 nella circoscrizione Europa e successivamente alle elezioni europee del 2019, dove è candidata per la lista +Europa - Italia in Comune - PDE nella circoscrizione Italia nord-occidentale, raccogliendo 5 450 preferenze risultando però non eletta.
Il 21 novembre 2019 è tra i membri fondatori di Azione, partito fondato da Carlo Calenda in seguito all'accordo trovato tra Partito Democratico e M5S per dare vita al Governo Conte II, in cui ricopre anche il ruolo di responsabile tematico per il digitale. Il successivo 26 maggio rassegna le dimissioni dalla dirigenza di +Europa.
Si candida alle elezioni comunali di Milano del 2021 come capolista nella lista I Riformisti - Lavoriamo per Milano con Sala a sostegno del sindaco uscente. Risulta eletta nel consiglio comunale, nel quale siede come capogruppo, avendo raccolto 1 582 preferenze.
Durante il I congresso nazionale di Azione, nel febbraio 2022, viene eletta vicepresidente del partito.
Candidata alle elezioni politiche del 2022 per la lista Azione - Italia Viva nel collegio uninominale Lombardia 1 - 09 della Camera dei deputati (detto informalmente Milano Centro), raccoglie il 23,05%, in quello che viene considerato un ottimo risultato per la lista, venendo tuttavia sconfitta dal candidato di centro-sinistra Benedetto Della Vedova. Risulta comunque tra gli eletti della lista nella circoscrizione Lombardia 1 in quota proporzionale, insieme a Enrico Costa. Da deputata, siede nella IX commissione (trasporti, poste e telecomunicazioni).
Il 21 novembre 2024 annuncia la sua candidatura al ruolo di segretario di Azione con la mozione Dipende da noi. Al successivo congresso nazionale del 15 febbraio 2025 Carlo Calenda risulta rieletto segretario con l'85,8%. Pastorella, tuttavia, raccoglie il 46% dei voti nelle province in cui presenta una lista, conquistando tra le altre i capolouoghi Milano, Bologna, Trento e Trieste oltre che la circoscrizone Estero.
Il 22 maggio 2025 Dipende da noi viene costituita in associazione, con Pastorella come presidente.

## Vita privata
Ha due figli: Arianna, nata nel 2021, e Ulysse, nato nel 2023.

## Opere

### Libri
- Exit Only. Cosa sbaglia l'Italia sui cervelli in fuga, Laterza, 2021, ISBN 9788858145203